# PP-90

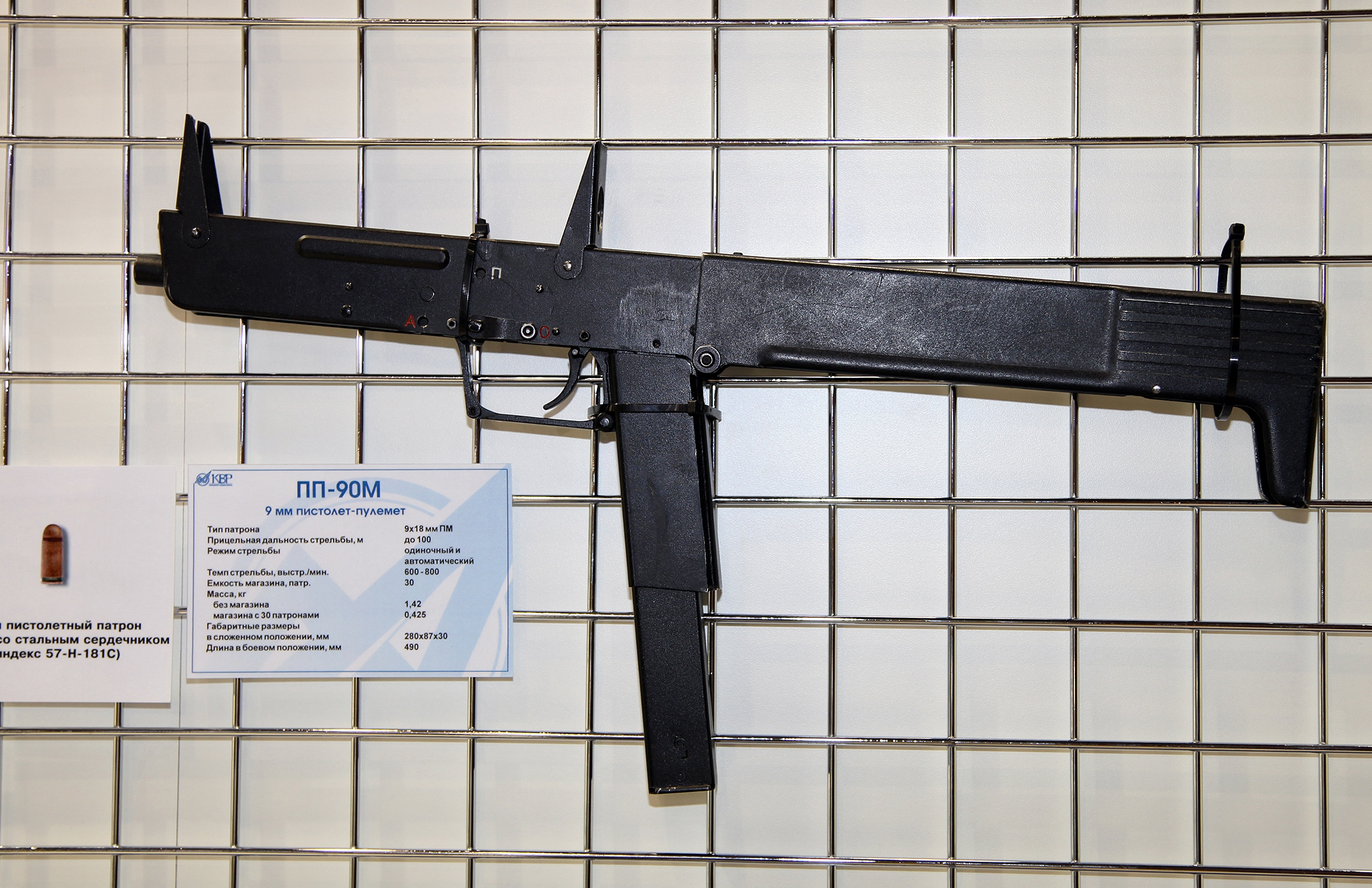

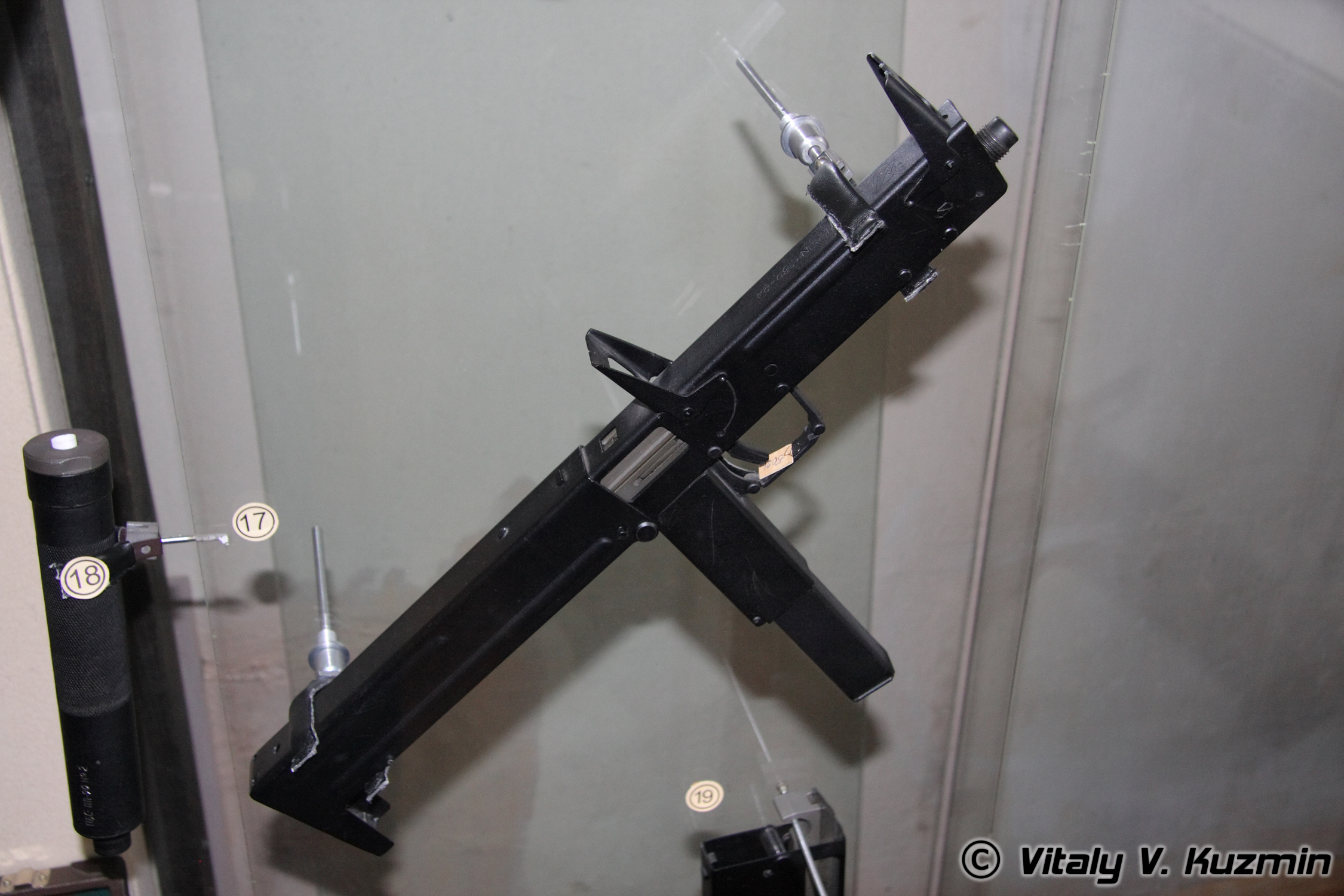

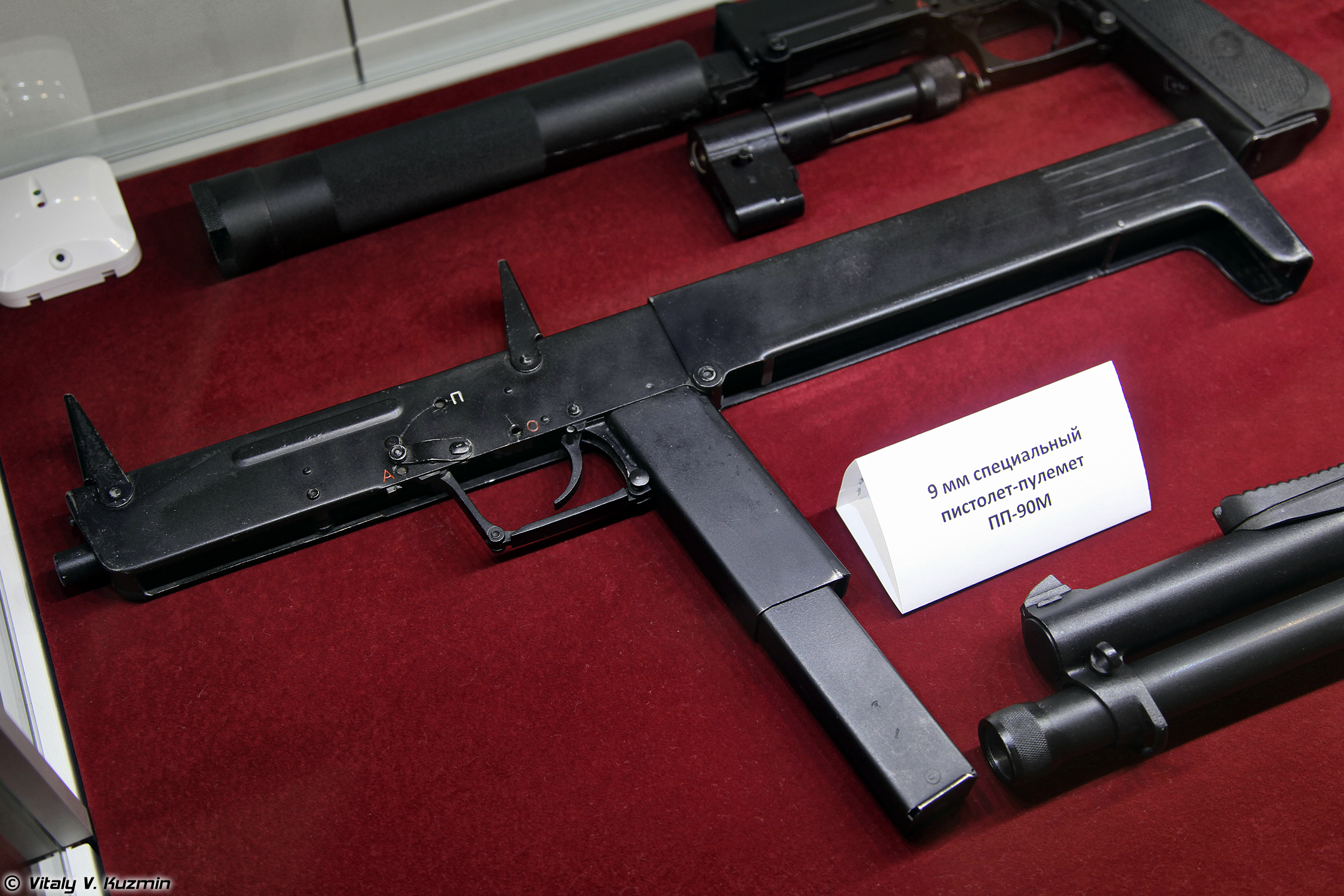

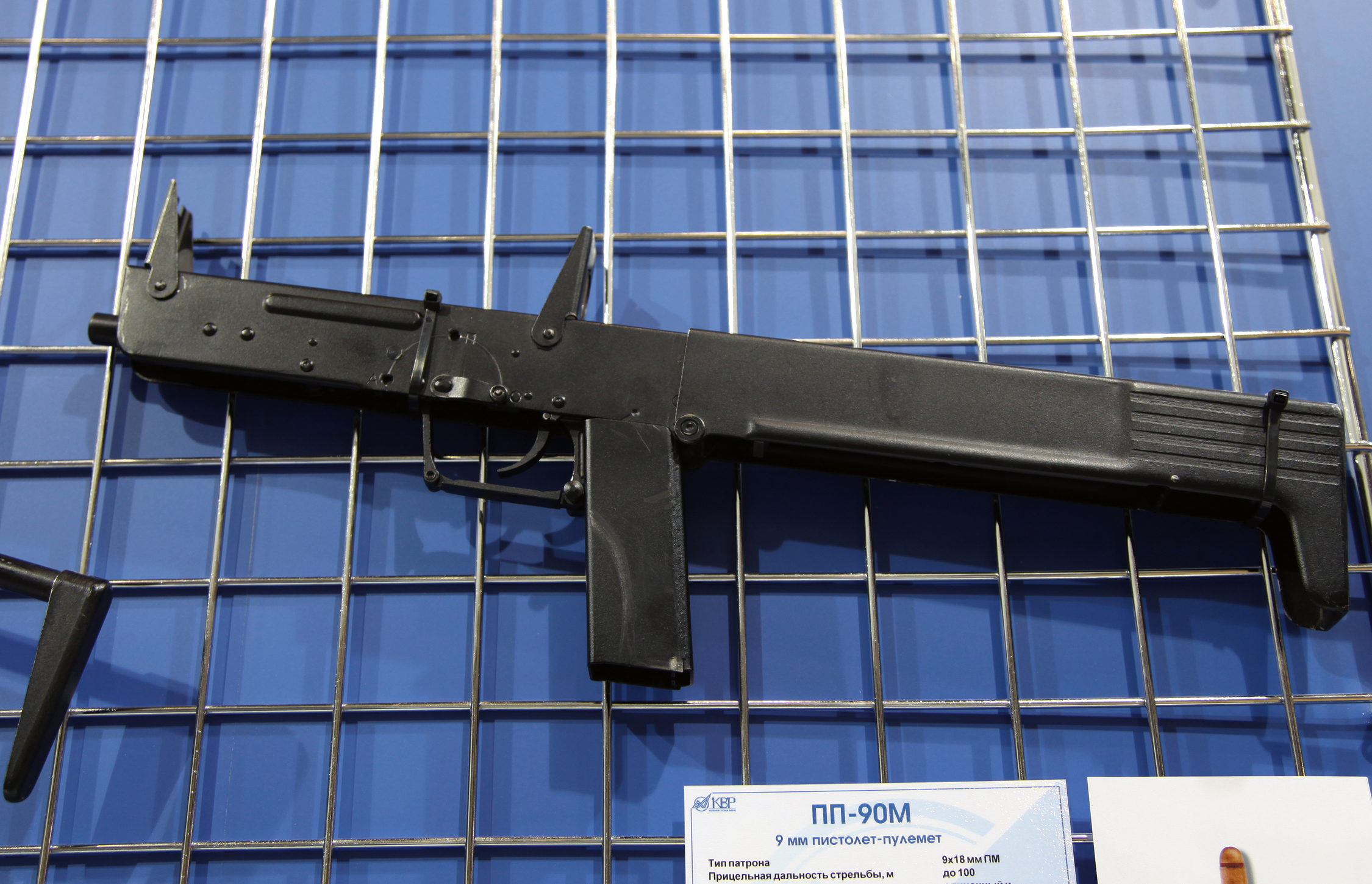

El PP-90 es un subfusil plegable soviético calibre 9,2 mm, desarrollado por la KBP Instrument Design Bureau para su uso con las unidades especiales del Ministerio del Interior de Rusia (MVD). Está diseñado para combates a corta distancia, en particular en los combates que requieren que el arma se despliegue rápidamente en circunstancias inusuales.

## Diseño
El PP-90 (abreviatura de Pistolet-Pulemet obrazets 1990, en ruso: ПП-90 - Пистолет-пулемет, "Pistola-ametralladora modelo 1990") es un arma automática, que utiliza un sistema de retroceso directo, calibrada para el cartucho 9 x 18 Makarov. El arma tiene un gran parecido conceptual al subfusil estadounidense ARES FMG.
El PP-90 está formado por las siguientes partes principales: el cajón de mecanismos que alberga el cañón, el cerrojo y el muelle recuperador, el seguro y el selector de fuego, así como sostiene el pistolete con el brocal del cargador y la culata.
Durante la fase de diseño, se hizo hincapié en la seguridad durante el uso del arma. Es imposible disparar el subfusil cuando está plegado, o cuando la culata no está totalmente desplegada. El PP-90 también tiene un seguro manual y selector de fuego. La palanca del seguro, instalada en el lado izquierdo del cajón de mecanismos, tiene dos posiciones: una arriba marcada con la letra "P" - lo que indica que el arma está asegurada y otra abajo marcada con la letra "O" - fuego automático. Cuando el seguro está puesto, desactiva mecánicamente el retén del cerrojo. El mecanismo de seguridad interno del subfusil cuenta con un seguro contra caídas, que evita que su disparo cuando cae estando cargado.
El PP-90 cuenta con un cargador extraíble recto de 30 balas que se inserta en el pistolete. El retén del cargador está dentro de la base del pistolete. 
Para disparar con precisión, el PP-90 tiene mecanismos de puntería mecánicos plegables (alza y punto de mira) que se sitúan paralelos a la cubierta del cajón de mecanismos cuando se pliega el subfusil. El cañón roscado también puede aceptar silenciadores.
El subfusil es transportado junto con cargadores de repuesto y un cepillo de limpieza en una funda que puede colgarse de una correa o al hombro. El arma también puede ir colgada al hombro con una correa portafusil.

## Variantes
- PP-92 versión que emplea el cartucho 9 x 19 Parabellum
- PP-90M versión con fuego selectivo
- PP-90M1